# Alejuny
Alejuny (lit. Alejūnai) – wieś na Litwie, w okręgu uciańskim, w rejonie ignalińskim, w gminie Dukszty.

## Historia
W czasach zaborów w gminie Sołoki, w powiecie nowoaleksandrowskim, w guberni wileńskiej Imperium Rosyjskiego.
W dwudziestoleciu międzywojennym wieś leżała w Polsce, w województwie nowogródzkim (od 1926 w województwie wileńskim), w powiecie brasławskim (od 1926 w powiecie święciańskim), w gminie Dukszty.
Według Powszechnego Spisu Ludności z 1921 roku zamieszkiwały tu 52 osoby, wszystkie były wyznania rzymskokatolickiego. Jednocześnie 28 mieszkańców zadeklarowało polską przynależność narodową a 24 litewską. Było tu 11 budynków mieszkalnych. W 1931 zamieszkiwało tu 81 osób w 13 budynkach.
Wierni należeli do parafii rzymskokatolickiej w Duksztach. Miejscowość podlegała pod Sąd Grodzki w Święcianach i Okręgowy w Wilnie; właściwy urząd pocztowy mieścił się w m. Duksztach.